# Goodenia integerrima
Goodenia integerrima är en tvåhjärtbladig växtart som beskrevs av R. Carolin. Goodenia integerrima ingår i släktet Goodenia och familjen Goodeniaceae. Inga underarter finns listade i Catalogue of Life.